# Repubblica del Congo ai Giochi della XXXI Olimpiade
La Repubblica del Congo ha partecipato ai Giochi della XXXI Olimpiade, che si sono svolti a Rio de Janeiro, Brasile, dal 5 al 21 agosto 2016 con una delegazione di dieci atleti impegnati in cinque discipline.
Portabandiera alla cerimonia di apertura è stato Franck Elemba, campione africano del getto del peso, autore anche della migliore prestazione congolese a questi giochi: per soli sedici centimetri, pur stabilendo il record nazionale, è infatti rimasto fuori dal podio della sua specialità, classificandosi quarto e perdendo per un soffio la possibilità di diventare il primo medagliato olimpico della storia del Congo.

## Atletica
Maschile
Eventi su campo
| Atleta        | Evento         | Qualificazione | Qualificazione | Finale | Finale    |
| Atleta        | Evento         | Misura         | Posizione      | Misura | Posizione |
| ------------- | -------------- | -------------- | -------------- | ------ | --------- |
| Franck Elemba | Getto del peso | 20.45          | 11 q           | 21.20  | 4         |

Femminile
Eventi su pista e strada
| Atleta         | Evento | Batteria  | Batteria  | Quarti    | Quarti    | Semifinale      | Semifinale      | Finale          | Finale          |
| Atleta         | Evento | Risultato | Posizione | Risultato | Posizione | Risultato       | Posizione       | Risultato       | Posizione       |
| -------------- | ------ | --------- | --------- | --------- | --------- | --------------- | --------------- | --------------- | --------------- |
| Cecilia Bouele | 100 m  | 11.98     | 2 Q       | 12.18     | 8         | non qualificata | non qualificata | non qualificata | non qualificata |

## Judo
| Atleta             | Evento  | Sedicesimi               | Ottavi               | Quarti               | Semifinale           | Ripescaggio          | Med. bronzo          | Finale               | Posizione |
| Atleta             | Evento  | Avversario Risultato     | Avversario Risultato | Avversario Risultato | Avversario Risultato | Avversario Risultato | Avversario Risultato | Avversario Risultato | Posizione |
| ------------------ | ------- | ------------------------ | -------------------- | -------------------- | -------------------- | -------------------- | -------------------- | -------------------- | --------- |
| Deo Gracia Ngokaba | +100 kg | R. Meyer (NED) P 000–100 | non qualificato      | non qualificato      | non qualificato      | non qualificato      | non qualificato      | non qualificato      | 17        |

## Nuoto
| Atleta             | Evento            | Batteria | Batteria  | Semifinale      | Semifinale      | Finale          | Finale          |
| Atleta             | Evento            | Tempo    | Posizione | Tempo           | Posizione       | Tempo           | Posizione       |
| ------------------ | ----------------- | -------- | --------- | --------------- | --------------- | --------------- | --------------- |
| Dienov Andres Koka | 50 m stile libero | 28:00    | 82        | non qualificato | non qualificato | non qualificato | non qualificato |
| Bellore Sangala    | 50 m stile libero | 33.71    | =81       | non qualificata | non qualificata | non qualificata | non qualificata |

## Pugilato
| Atleta                  | Evento            | Sedicesimi                 | Ottavi               | Quarti               | Semifinale           | Finale               | Finale    |
| Atleta                  | Evento            | Avversario Risultato       | Avversario Risultato | Avversario Risultato | Avversario Risultato | Avversario Risultato | Posizione |
| ----------------------- | ----------------- | -------------------------- | -------------------- | -------------------- | -------------------- | -------------------- | --------- |
| Dival Malonga           | Pesi superleggeri | F. Gaibnazarov (UZB) P TKO | non qualificato      | non qualificato      | non qualificato      | non qualificato      | 17        |
| Mpi Anauel Ngamissengue | Pesi medi         | I. Abbadi (ALG) P 0–3      | non qualificato      | non qualificato      | non qualificato      | non qualificato      | 17        |

## Tennistavolo
| Atleta      | Evento              | Preliminari             | Primo Turno               | Secondo Turno           | Terzo Turno          | Ottavi               | Quarti               | Semifinale           | Finale / BM          | Finale / BM |
| Atleta      | Evento              | Avversario Risultato    | Avversario Risultato      | Avversario Risultato    | Avversario Risultato | Avversario Risultato | Avversario Risultato | Avversario Risultato | Avversario Risultato |             |
| ----------- | ------------------- | ----------------------- | ------------------------- | ----------------------- | -------------------- | -------------------- | -------------------- | -------------------- | -------------------- | ----------- |
| Suraju Saka | Singolare maschile  | B. Afanador (PUR) P 3–4 | non qualificato           | non qualificato         | non qualificato      | non qualificato      | non qualificato      | non qualificato      | non qualificato      |             |
| Wang Jianan | Singolare maschile  | K. Assar (EGY) V 4–3    | G. Tsuboi (BRA) V 4–0     | K. Karlsson (BRA) P 1–4 | non qualificato      | non qualificato      | non qualificato      | non qualificato      | non qualificato      |             |
| Han Xing    | Singolare femminile | I. Lariba (PHI) V 4–0   | S. Sawettabut (THA) P 3-4 | non qualificata         | non qualificata      | non qualificata      | non qualificata      | non qualificata      | non qualificata      |             |